# Celloconcert (Finzi)
Gerald Finzi voltooide zijn enige Celloconcert in 1955.
Finzi was al enige tijd bezig (vanaf 1951) met het componeren van een celloconcert, toen hij het neerlegde. Hij kreeg echter het verzoek van de dirigent John Barbirolli en het Hallé Orchestra voor een groot orkestwerk. Vandaar dat het werk relatief snel klaar was, zodat het uitgevoerd kon worden op het Cheltenham Festival op 19 juli 1955, door genoemde dirigent en orkest met solist Christopher Bunting. Op 31 augustus 1956 stond het op de lessenaar van dezelfde combinatie maar dan met dirigent George Weldon tijdens een Promsconcert. Finzi moest toch al opschieten met componeren want hij wist al vroeg in zijn leven, dat zijn leven niet lang zou aanhouden (broers en vader stierven al vroeg). Finzi had gelijk want het celloconcert werd zijn laatste grote werk en laatste werk met opusnummer. Op 27 september 1956 overleed de componist.
Het celloconcert begint zeker voor Britse standaard erg brutaal, maar is voor het overige vrij traditioneel. Het concerto is driedelig en deel 1 is geschreven in de mengeling van een rapsodie/sonatevorm. De stemming varieert van a  mineur naar A majeur, maar blijft voor het overgrote deel (behalve begin dus) zangerig van klank. Naar het slot toe wordt de muziek weer stormachtig, voordat het geheel is rust komt met de eerste cadens. Deel 2 is eigenlijk een lied waarbij de zangstem vervangen is door de cellopartij. Het dansbare komt terug in deel 3, nadat de solist een pizzicatoinleiding heeft gegeven. Uiteraard wordt ook nog teruggegrepen op deel 1. Het concert eindigt in C majeur.
Delen:
- Allegro moderato
- Andante quieto
- Rondo Adagio – Allegro giocoso

De samenstelling van het orkest is ook vrij standaard: 
- 2 dwarsfluiten (II ook piccolo, 2 hobo’s,  2 klarinetten, 2 fagotten
- 4 hoorns, 3 trompetten, 3 trombones, 1 tuba
- pauken, 1 man/vrouw percussie voor kleine trom, grote trom, gong, bekkens en triangel
- violen, altviolen, celli, contrabassen

## Discografie
In 2012 zijn minstens drie uitgaven beschikbaar van het werk, elke instantie op de Britse markt voor klassieke muziek vond daarbij zijn eigen “best choice”
- Uitgave Chandos: Raphael Wallfisch (cello) met het Royal Liverpool Philharmonic Orchestra o.l.v. Vernon Handley opgenomen in 1986; heruitgegeven in 2006, samen met het celloconcert van Kenneth Leighton
- Uitgave Naxos: Tim Hugh (cello) met het Northern Sinfonia o.l.v. Howard Griffiths
- Uitgave Lyrita: Yo-Yo Ma (cello) met het Royal Philharmonic Orchestra o.l.v. Vernon Handley.